# (3774) Megumi
(3774) Megumi es un asteroide perteneciente al cinturón de asteroides, descubierto el 20 de diciembre de 1987 por Takuo Kojima desde la Estación Chiyoda, Japón.

## Designación y nombre
Designado provisionalmente como 1987 YC. Fue nombrado Megumi en homenaje a la esposa del descubridor.